# Псалом 7
Псалом 7 — сьомий псалом Книги псалмів. Авторство псалма традиційно приписується Давидові. Грецька і масоретська нумерації цього псалому збігаються. Гебрейське слово «шіґайон», яке присутнє у надписі, має невідоме значення.

## Структура псалому
Псалом можна розділити на такі частини:
- Вірш 2f: заклик до Бога про допомогу
- Вірш 4–6: опротестування невинності
- Вірш 7–10: побажання Страшного суду для своїх ворогів
- Вірш 11f: впевненність у Господній допомозі
- Вірш 13–17: злий ворог на Страшному Суді
- Вірш 18: обітниці.

## Текст
| Вірш | Гебрейська мова                                                 | Давньогрецька мова (Септуаґінта) | Латинська мова (Вульгата) | Українська мова (Переклад Хоменка)                                                                                                |
| ---- | --------------------------------------------------------------- | --- | --- | --- |
| 1    | שִׁגָּיוֹן, לְדָוִד: אֲשֶׁר-שָׁר לַיהוָה — עַל-דִּבְרֵי-כוּשׁ, בֶּן-יְמִינִי               | Ψαλμὸς τῷ Δαυιδ, ὃν ᾖσεν τῷ κυρίῳ ὑπὲρ τῶν λόγων Χουσι υἱοῦ Ιεμ                                                                             | Psalmus David, quem cantavit Domino pro verbis Chusi, filii Jemini.                                                             | Жалобна пісня. Давида, що її проспівав до Господа з приводу Куша з покоління Веніямина.                                           |
| 2    | יְהוָה אֱלֹהַי, בְּךָ חָסִיתִי; הוֹשִׁיעֵנִי מִכָּל-רֹדְפַי, וְהַצִּילֵנִי                  | Κύριε ὁ θεός μου, ἐπὶ σοὶ ἤλπισα· σῶσόν με ἐκ πάντων τῶν διωκόντων με καὶ ῥῦσαί με,                                                         | [Domine Deus meus, in te speravi; salvum me fac ex omnibus persequentibus me, et libera me:                                     | Господи, Боже мій, до тебе прибігаю; спаси мене від усіх гонителів моїх і рятуй мене,                                             |
| 3    | פֶּן-יִטְרֹף כְּאַרְיֵה נַפְשִׁי; פֹּרֵק, וְאֵין מַצִּיל                              | μήποτε ἁρπάσῃ ὡς λέων τὴν ψυχήν μου μὴ ὄντος λυτρουμένου μηδὲ σῴζοντος.                                                                     | nequando rapiat ut leo animam meam, dum non est qui redimat, neque qui salvum faciat.                                           | щоб не вхопив хтось із них, мов лев, душу мою, щоб не роздер, так що й нікому було б порятувати.                                  |
| 4    | יְהוָה אֱלֹהַי, אִם-עָשִׂיתִי זֹאת; אִם-יֶשׁ-עָוֶל בְּכַפָּי                         | κύριε ὁ θεός μου, εἰ ἐποίησα τοῦτο, εἰ ἔστιν ἀδικία ἐν χερσίν μου,                                                                          | Domine Deus meus, si feci istud, si est iniquitas in manibus meis,                                                              | Господи, Боже мій, як я те заподіяв, якщо в моїх руках є якась кривда,                                                            |
| 5    | אִם-גָּמַלְתִּי, שׁוֹלְמִי רָע; וָאֲחַלְּצָה צוֹרְרִי רֵיקָם                           | εἰ ἀνταπέδωκα τοῖς ἀνταποδιδοῦσίν μοι κακά, ἀποπέσοιν ἄρα ἀπὸ τῶν ἐχθρῶν μου κενός,                                                         | si reddidi retribuentibus mihi mala, decidam merito ab inimicis meis inanis.                                                    | як я відплатив злом тому, що мені добро діяв, або обдер противника мого нізащо,                                                   |
| 6    | יִרַדֹּף אוֹיֵב נַפְשִׁי, וְיַשֵּׂג — וְיִרְמֹס לָאָרֶץ חַיָּי; וּכְבוֹדִי, לֶעָפָר יַשְׁכֵּן סֶלָה    | καταδιώξαι ἄρα ὁ ἐχθρὸς τὴν ψυχήν μου καὶ καταλάβοι καὶ καταπατήσαι εἰς γῆν τὴν ζωήν μου καὶ τὴν δόξαν μου εἰς χοῦν κατασκηνώσαι. διάψαλμα. | Persequatur inimicus animam meam, et comprehendat; et conculcet in terra vitam meam, et gloriam meam in pulverem deducat.       | то нехай ворог гонить мою душу й наздожене, нехай життя моє затопче в землю, і славу мою нехай кине в порох.                      |
| 7    | קוּמָה יְהוָה, בְּאַפֶּךָ — הִנָּשֵׂא, בְּעַבְרוֹת צוֹרְרָי; וְעוּרָה אֵלַי, מִשְׁפָּט צִוִּיתָ      | ἀνάστηθι, κύριε, ἐν ὀργῇ σου, ὑψώθητι ἐν τοῖς πέρασι τῶν ἐχθρῶν μου· ἐξεγέρθητι, κύριε ὁ θεός μου, ἐν προστάγματι, ᾧ ἐνετείλω,              | Exsurge, Domine, in ira tua, et exaltare in finibus inimicorum meorum: et exsurge, Domine Deus meus, in præcepto quod mandasti, | Встань, Господи, у твоєму гніві, підведися в обуренні проти моїх супостатів і пробудися задля мене на суді, що сам єси призначив. |
| 8    | וַעֲדַת לְאֻמִּים, תְּסוֹבְבֶךָּ; וְעָלֶיהָ, לַמָּרוֹם שׁוּבָה                           | καὶ συναγωγὴ λαῶν κυκλώσει σε, καὶ ὑπὲρ ταύτης εἰς ὕψος ἐπίστρεψον.                                                                         | et synagoga populorum circumdabit te: et propter hanc in altum regredere:                                                       | І збір народів нехай тебе оточить, і сядь над ним високо!                                                                         |
| 9    | יְהוָה, יָדִין עַמִּים: שָׁפְטֵנִי יְהוָה; כְּצִדְקִי וּכְתֻמִּי עָלָי                    | κύριος κρινεῖ λαούς· κρῖνόν με, κύριε, κατὰ τὴν δικαιοσύνην μου καὶ κατὰ τὴν ἀκακίαν μου ἐπ᾽ ἐμοί.                                          | Dominus judicat populos. Judica me, Domine, secundum justitiam meam, et secundum innocentiam meam super me.                     | Господь судить народи; суди мене, о Господи, по моїй правді і за невинністю моєю, що в мені.                                      |
| 10   | יִגְמָר נָא רַע, רְשָׁעִים-- וּתְכוֹנֵן צַדִּיק; וּבֹחֵן לִבּוֹת, וּכְלָיוֹת-- אֱלֹהִים צַדִּיק | συντελεσθήτω δὴ πονηρία ἁμαρτωλῶν, καὶ κατευθυνεῖς δίκαιον· ἐτάζων καρδίας καὶ νεφροὺς ὁ θεός.                                              | Consumetur nequitia peccatorum, et diriges justum, scrutans corda et renes, Deus.                                               | Нехай зникне злоба нечестивих, праведника ж ти підтримай, ти, що вивідуєш серця й утроби, Боже справедливий.                      |
| 11   | מָגִנִּי עַל-אֱלֹהִים; מוֹשִׁיעַ, יִשְׁרֵי-לֵב                                   | δικαία ἡ βοήθειά μου παρὰ τοῦ θεοῦ τοῦ σῴζοντος τοὺς εὐθεῖς τῇ καρδίᾳ.                                                                      | Justum adjutorium meum a Domino, qui salvos facit rectos corde.                                                                 | Щит мій у Бозі, що спасає правих серцем;                                                                                          |
| 12   | אֱלֹהִים, שׁוֹפֵט צַדִּיק; וְאֵל, זֹעֵם בְּכָל-יוֹם                              | ὁ θεὸς κριτὴς δίκαιος καὶ ἰσχυρὸς καὶ μακρόθυμος μὴ ὀργὴν ἐπάγων καθ᾽ ἑκάστην ἡμέραν.                                                       | Deus judex justus, fortis, et patiens; numquid irascitur per singulos dies?                                                     | Бог — суддя справедливий, Бог щодня погрожує.                                                                                     |
| 13   | אִם-לֹא יָשׁוּב, חַרְבּוֹ יִלְטוֹשׁ; קַשְׁתּוֹ דָרַךְ, וַיְכוֹנְנֶהָ                       | ἐὰν μὴ ἐπιστραφῆτε, τὴν ῥομφαίαν αὐτοῦ στιλβώσει· τὸ τόξον αὐτοῦ ἐνέτεινεν καὶ ἡτοίμασεν αὐτὸ                                               | Nisi conversi fueritis, gladium suum vibrabit; arcum suum tetendit, et paravit illum.                                           | Як не навернуться, нагострить меча свого, напне свого лука й візьме на приціл.                                                    |
| 14   | וְלוֹ, הֵכִין כְּלֵי מָוֶת; חִצָּיו, לְדֹלְקִים יִפְעָל                            | καὶ ἐν αὐτῷ ἡτοίμασεν σκεύη θανάτου, τὰ βέλη αὐτοῦ τοῖς καιομένοις ἐξειργάσατο.                                                             | Et in eo paravit vasa mortis, sagittas suas ardentibus effecit.                                                                 | І їм зготує смертельну зброю, стріли свої вогненними вчинить.                                                                     |
| 15   | הִנֵּה יְחַבֶּל-אָוֶן; וְהָרָה עָמָל, וְיָלַד שָׁקֶר                                | ἰδοὺ ὠδίνησεν ἀδικίαν, συνέλαβεν πόνον καὶ ἔτεκεν ἀνομίαν·                                                                                  | Ecce parturiit injustitiam; concepit dolorem, et peperit iniquitatem.                                                           | Ось він зачав несправедливість, злом завагітнів і сплодив лукавство.                                                              |
| 16   | בּוֹר כָּרָה, וַיַּחְפְּרֵהוּ; וַיִּפֹּל, בְּשַׁחַת יִפְעָל                               | λάκκον ὤρυξεν καὶ ἀνέσκαψεν αὐτὸν καὶ ἐμπεσεῖται εἰς βόθρον, ὃν εἰργάσατο·                                                                  | Lacum aperuit, et effodit eum; et incidit in foveam quam fecit.                                                                 | Викопав яму, він її вирив, і впав у рів, що сам же вирив.                                                                         |
| 17   | יָשׁוּב עֲמָלוֹ בְרֹאשׁוֹ; וְעַל קָדְקֳדוֹ, חֲמָסוֹ יֵרֵד                            | ἐπιστρέψει ὁ πόνος αὐτοῦ εἰς κεφαλὴν αὐτοῦ, καὶ ἐπὶ κορυφὴν αὐτοῦ ἡ ἀδικία αὐτοῦ καταβήσεται.                                               | Convertetur dolor ejus in caput ejus, et in verticem ipsius iniquitas ejus descendet.                                           | Злоба його нехай упаде на голову йому ж самому, і його насильство нехай зійде йому на тім'я.                                      |
| 18   | אוֹדֶה יְהוָה כְּצִדְקוֹ; וַאֲזַמְּרָה, שֵׁם-יְהוָה עֶלְיוֹן                          | ἐξομολογήσομαι κυρίῳ κατὰ τὴν δικαιοσύνην αὐτοῦ καὶ ψαλῶ τῷ ὀνόματι κυρίου τοῦ ὑψίστου.                                                     | Confitebor Domino secundum justitiam ejus, et psallam nomini Domini altissimi.]                                                 | Я ж славитиму Господа за його справедливість, буду виспівувати ім'я Господа всевишнього.                                          |

## Літургійне використання

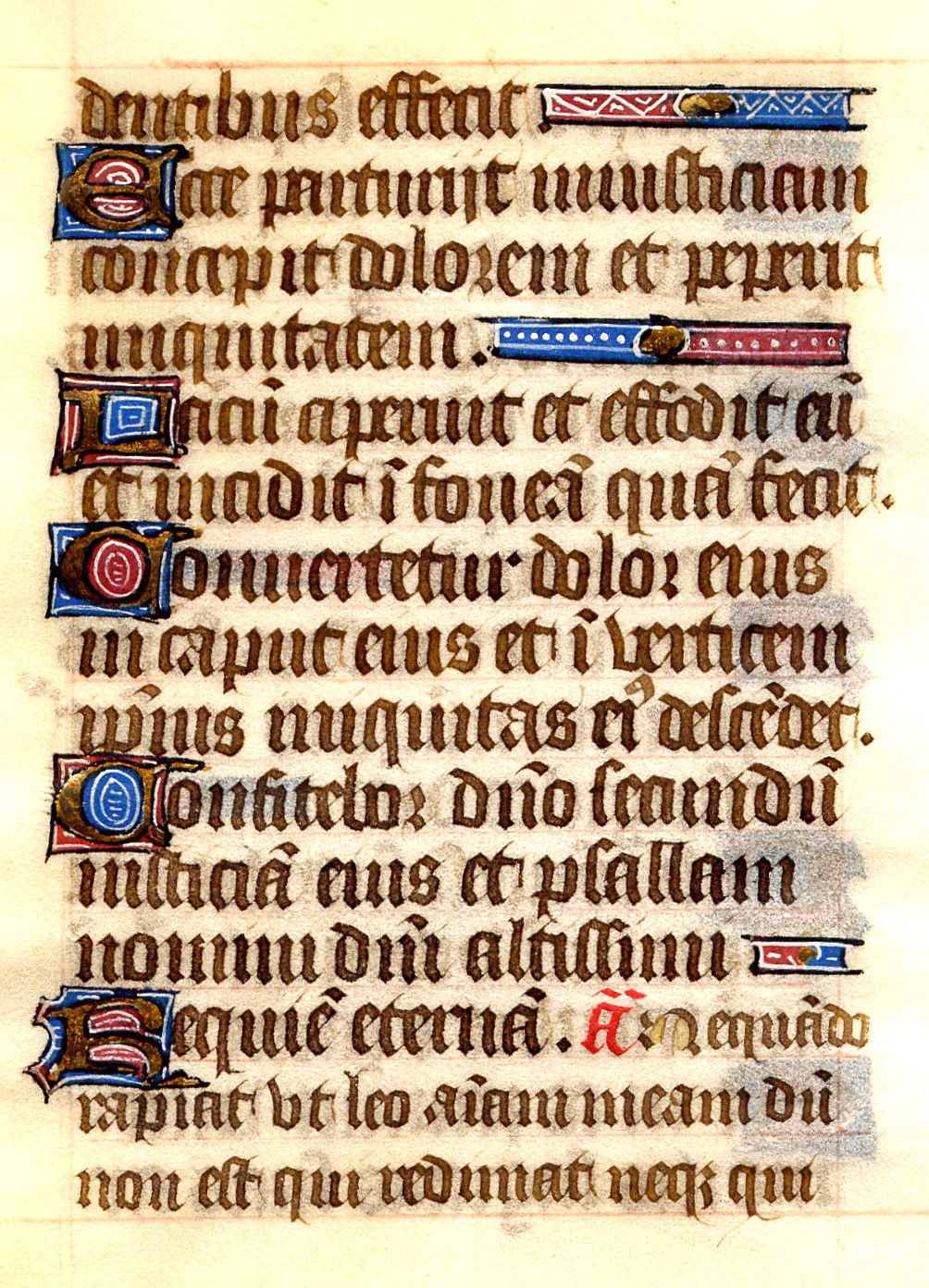
Псалом 7 у французькому часослові XV століття

### Юдаїзм
- Псалом 7 читають на свято Пурим.[9][10]

### Католицька церква
Відповідно до монастирської традиції Статуту Бенедикта (530 AD), цей псалом головним чином використовувався під час першої години Літургії годин у вівторок. Згідно цього статуту, він був першим із трьох псалмів. Цієї традиції досі дотримуються у ряді монастирів.
Під час Літургії годин псалом 7 також читався або співався під час обіднього Богослужіння у понеділок першого тижня.

## Використання у музиці
Франко-фламандський композитор Орландо ді Лассо використав псалом 7 для двох творів — «Deus judex justus» (1571) і «Domine Deus meus» (1575).
Ганс Лео Гасслер використав текст псалому в творі «Domine Deus meus» (1591). У 1628 році німецький композитор Генріх Шютц поклав на музику псалом 7 — «Auf dich trau ich, mein Herr und Gott», SWV 103.